# Sergenterie de Valognes
 (juillet 2025).
La sergenterie de Valognes est une ancienne circonscription administrative de la Manche qui ressortissait de l'élection de Valognes faisant elle-même partie de la généralité de Caen.

## Historique
La sergenterie de Valognes, qui valait un huitième de fief de haubert, était tenu du roi en la vicomté de Valognes.
En 1567, elle a pour sergent hérédital Sanson Mouchel qui est taxé pour ce fief de 30 solz dans le rôle des nobles et roturiers, au titre du ban et de l'arrière ban de la vicomté de Coutances, réalisé par Gilles Dancel, seigneur d'Audouville, lieutenant général du bailli de Cotentin, tenu à Coutances les 20-22 octobre.

## Composition
Son chef était à Valognes et s'étendait aux villes et paroisses de :
- Aumeville ;
- Crasville ;
- Englesqueville ;
- Fontenay ;
- Grenneville, ancienne paroisse puis commune, rattachée à Crasville ;
- Hautmoitiers, ancienne paroisse puis commune, aujourd'hui Lestre ;
- Huberville ;
- Joganville ;
- La Pernelle ;
- Le Mesnil-au-Val ;
- Lieusaint ;
- Montaigu ;
- Montebourg ;
- Morsalines ;
- Octeville-l'Avenel ;
- Ozeville ;
- Le Theil ;
- Le Vast ;
- Le Vicel ;
- Quettehou ;
- Quinéville ;
- Rideauville, ancienne paroisse puis commune, rattachée à Saint-Vaast-la-Hougue ;
- Saint-Cyr ;
- Saint-Floxel ;
- Saint-Germain-de-Tournebut ;
- Saint-Martin-d'Audouville ;
- Saint-Vaast ;
- Sainte-Croix, ancienne paroisse puis commune, rattachée à Teurthéville-Bocage ;
- Sainte-Marie d'Alleaume, ancienne paroisse puis commune, rattachée à Valognes ;
- Sainte-Marie-d'Audouville, ancienne paroisse puis commune, rattachée à Saint-Martin-d'Audouville ;
- Saussemesnil ;
- Tamerville ;
- Teurthéville ;
- Tourville, ancienne paroisse puis commune, aujourd'hui Lestre ;
- Valognes ;
- Vaudreville ;
- Videcosville ;
- et autres.